# Камподено
Камподѐно (на италиански: Campodenno; на ладински: Cjamdaden, Чамдаден) е село и община в Северна Италия, автономна провинция Тренто, автономен регион Трентино-Южен Тирол. Разположено е на 534 m надморска височина. Населението на общината е 1477 души (към 2019 г.).